# Poly en Espagne
Poly en Espagne est un feuilleton télévisé français en treize épisodes de 26 minutes, en couleurs, créé par Cécile Aubry, réalisé par Claude Boissol, et diffusé du 2 mars au 25 mai 1972 sur la première chaîne de l'ORTF.
Au Québec, le feuilleton est diffusé à partir du 7 décembre 1974 à la Télévision de Radio-Canada.

## Distribution
- Thierry Missud : Juanito Villarosso
- Jordi Espresate : Pedro Sánchez
- Isabelle Missud : Niña (Esperanza)
- Marc Cassot : Bruno Price
- Robert Etcheverry : David Larson - José Villarosso
- César Bonet : Jeff
- Miguel Buñuel Tallada (es) : Téodore
- Luis Gaspar : Carlos Price
- Eduardo Pucciro : Stéfano Price
- Maria Paz Tavena : Lisa
- Barta Barri (hu) : Garcia
- Manuel Bronchud (de) : Johny
- Tito Garcia Gonzales : Lary
- Luis Induni : Sánchez
- José Maria Lana : Miguel
- Álvaro de Luna : Góyar
- Manuel Muñiz "Pajarito" : Poca Pena
- Carlos Otero (es) : La Lechuza
- Ricardo Palacios : Paolo
- Pedro Rodríguez de Quevedo : Tualdes
- José Luis Moreno Rocha : Pablo
- Juan Torres : Mano Blanda
- Adoldo Thous : Gustavo

avec la participation d'Olga Georges-Picot dans le rôle de Sonia Villarosso

## Bande originale
- - Qui peut dire où va le vent par les Petits Chanteurs d'Asnières
  - Le Poisson d'or par les Petits Chanteurs d'Asnières
  - Les Clowns par les Petits Chanteurs d'Asnières

- Musique de : Paul Piot
- Chansons de : Cécile Aubry et Serge Lebrail

## DVD
Le feuilleton bénéficie d'une sortie en DVD, en mai 2008, chez TFOU VIDEO, sous le titre Les Voyages de Poly (Poly au Portugal + Poly en Espagne)